# Chloraspilates profugaria
Chloraspilates profugaria är en fjärilsart som beskrevs av Herrich-Schäffer 1855. Chloraspilates profugaria ingår i släktet Chloraspilates och familjen mätare. Inga underarter finns listade i Catalogue of Life.